# Confesionalización
Confesionalización es un concepto acuñado por Heinz Schilling y Wolfgang Reinhard, dos historiadores de la Reforma Protestante, para describir el proceso de "construcción de la confesión" que tuvo lugar en Europa entre la Paz de Augsburgo (1555) y la Guerra de los treinta años (1618-1648). La Paz de Augsburgo había puesto fin a las guerras entre católicos y protestantes y delimitado un mapa confesional en el Sacro Imperio de acuerdo al principio de "Cuius regio, eius religio" que hasta la guerra de los treinta años fue respetado. Durante esta tregua de medio siglo, las jerarquías protestante y católica bregaron por establecer su propia fe de manera más firme en las poblaciones de sus respectivas áreas. La construcción de la confesión ocurrió a través del "disciplinamiento social" (concepto acuñado por el historiador Gerhard Oestrich), pues había una estricta imposición por las Iglesias protestante y católica de sus reglas particulares para ordenar todos los aspectos de la vida. Como consecuencia, aparecieron identidades confesionales distintas.
La Ginebra de Calvino es una caso modelo de esta era confesional debido a su alto grado de control social, unidad y homogeneidad bajo una sola expresión de una fe cristiana reformada. La reforma había mostrado que era imposible lograr que toda la cristiandad conformase una sola fe. La nueva consigna fue establecer la comunidad cristiana perfecta, de acuerdo a la creencia de que solamente la teología propia era la correcta.
La confesionalización fue apoyada por monarcas y gobernantes en general porque después de la Reforma habían conseguido tomar control de las Iglesias en sus territorios y entonces pudieron ejercer un mayor poder sobre sus súbditos, imponiéndoles una estricta observancia religiosa. La herramienta principal para la imposición de estas reglas fueron regulaciones policiales. Estos fueron códigos de comportamiento para la vida religiosa, social y económica que el ciudadano común tenía que obedecer bajo la amenaza de severos castigos.
Cada vez más, los gobiernos seculares (unas veces en acuerdo, otras en conflicto con las Iglesias que controlaban) proveyeron alivio material a los pobres y necesitados, pero también demandaron obediencia e impuestos incrementados de sus súbditos. De esta manera, la confesionalización es generalmente considerada como una fase de desarrollo hacia el Estado absolutista centralizado del siglo XVIII y el moderno estado de bienestar.